# Igor Bubnjić
Igor Bubnjić (Split, 17. srpnja 1992.) je hrvatski nogometni reprezentativac koji je završio igračku karijeru. Nastupao je za hrvatske reprezentacije u svim kategorijama.
Prvi nastup za reprezentaciju zabilježio je 2. studenoga 2011. godine. Bila je to reprezentacija do 20. Za reprezentaciju do 21 debitirao je 15. kolovoza 2012. godine. Za A reprezentaciju prvi je put zaigrao 10. lipnja 2013. i zadnji 10. rujna 2013. iste godine.
Nakon dvadeset godina karijere, odlučio ju je prekinuti zbog ozljeda koje su ga neprestano udaljivale od igranja, zbog kojih je morao na tri operacije te više od tri godine neuspješnih terapija i mogućnosti povratka na teren. Odluku o prekidu karijere objavio je na društvenim mrežama 6. listopada 2019. godine.

## Vanjske poveznice
- Profil, Hrvatski nogometni savez
- Worldfootball.net (engl.)
- Sportnet  Arhivirana inačica izvorne stranice od 24. siječnja 2016. (Wayback Machine)
- Soccerway (engl.)
- Transfermarkt (engl.)